# Un giorno ti vedrò
Un giorno ti vedrò (I'll Be Seeing You) è un film per la televisione statunitense del 2004 diretto da Will Dixon.

## Trama
La giornalista televisiva Patricia Collins si ritrova in suo malgrado invischiata in un omicidio che c'entra qualcosa nel suo passato. Convocata dalla polizia per il riconoscimento, ha scoperto che una giovane donna è identico a lei nell'aspetto, era stata assassinata a causa di uno scambio d'ìdentità, e che la vera vittima era proprio lei, perseguitata a suo tempo dal suo stalker. 